# Судан на Светском првенству у атлетици на отвореном 2019.
Судан је учествовао на 17. Светском првенству у атлетици на отвореном 2019. одржаном у Дохи од 27. септембра до 6. октобра седамнаести пут, односно учествовао је на свим првенствима до данас. Репрезентацију Судана представљао је 1 такмичар који се такмичио у трци на 100 метара.,
На овом првенству представник Судана није стартовао.

## Учесници
Мушкарци:
- Ахмед Али — 100 м

## Резултати

### Мушкарци
| Атлетичар | Дисциплина | Лични рекорд | Предтакмичење  | Предтакмичење  | Квалификације        | Квалификације        | Полуфинале           | Полуфинале           | Финале               | Финале               | Детаљи |
| Атлетичар | Дисциплина | Лични рекорд | Резултат       | Место          | Резултат             | Место                | Резултат             | Место                | Резултат             | Место                | Детаљи |
| --------- | ---------- | ------------ | -------------- | -------------- | -------------------- | -------------------- | -------------------- | -------------------- | -------------------- | -------------------- | ------ |
| Ахмед Али | 100 м      | 10,23        | Није стартовао | Није стартовао | Није се квалификовао | Није се квалификовао | Није се квалификовао | Није се квалификовао | Није се квалификовао | Није се квалификовао |        |